# Juan Antonio Orenga
Juan Antonio Orenga Forcado (ur. 29 lipca 1966 w Castelló de la Plana) – hiszpański koszykarz grający na pozycji centra, reprezentant kraju, olimpijczyk, trener.

## Kariera
Juan Antonio Orenga karierę sportową rozpoczął w akademii Realu Madryt, w którym w sezonie 1983/1984 rozpoczął profesjonalną karierę oraz zdobył Mistrzostwo Hiszpanii po wygranej rywalizacji 2:1 w finale z FC Barceloną. Następnie reprezentował barwy madryckich klubów: CB Collado Villalba (1984–1985) oraz CD Cajamadrid (1985–1988).
Następnie został zawodnikiem CB Estudiantes, w którym grał do 1996 roku, a także miał najlepszy okres w swojej karierze, szczególnie grając u boku Johna Pinone. W Pucharze Króla 1990/1991, którego został wybranym MVP, dotarł do finału, w którym 24 lutego 1991 roku w Pabellón Príncipe Felipe w Saragossie CB Estudiantes przegrał 67:65 z FC Barceloną, jednak w Pucharze Króla 1991/1992 triumfował po wygranej 61:56 z CAI Zaragozą w finale 8 marca 1992 roku w Palacio de Deportes w Granadzie.
W 1996 roku wrócił do klubu, w którym rozpoczął karierę sportową, Realu Madryt, z którym w sezonie 1996/1997 zdobył wicemistrzostwo Hiszpanii po przegranej rywalizacji 3:2 w finale z FC Barceloną oraz EuroPuchar po wygranej 78:64 z włoskim Riello Mash Verona w finale 15 kwietnia 1997 roku w Hali Sportowej Tasos Papadopulos – Elefteria w Nikozji. Po sezonie 1997/1998 odszedł z klubu.
Następnie reprezentował barwy Unicaji Málaga (1998–2000 – finał Pucharu Koracia 1999/2000) oraz CB Cáceres, w którym po sezonie 2001/2002.

## Kariera reprezentacyjna
Juan Antonio Orenga w 1983 roku z reprezentacją Hiszpanii U-16 zdobył wicemistrzostwo Europy U-16 1983 w RFN po przegranej 89:86 w finale z reprezentacją Jugosławii U-16 (rozegrał w tym turnieju wszystkie 7 meczów).
W 1984 roku z reprezentacją Hiszpanii U-18 na mistrzostwach Europy U-18 1984 w Szwecji rozegrał 7 meczów, a drużyna La Roja zajęła 4. miejsce po przegranym 92:89 meczu o 3. miejsce z reprezentacją Jugosławii U-18.
W latach 1988–1999 w seniorskiej reprezentacji Hiszpanii rozegrał 129 meczów. Debiut zaliczył 24 listopada 1988 roku w szwajcarskiej Genewie w wygranym 130:53 meczu drugiej fazy eliminacji mistrzostw Europy 1989 z reprezentacją Szwajcarii. Uczestniczył czterokrotnie w mistrzostwach Europy (1991 – 3. miejsce, 1993, 1995, 1997), dwukrotnie w mistrzostwach świata (1994, 1998) oraz na turnieju olimpijskim 1992 w Barcelonie, w którym drużyna La Roja zajęła 9. miejsce.
Ostatni mecz w drużynie La Roja rozegrał 17 czerwca 1999 roku w wygranym 74:66 meczu towarzyskim z reprezentacją Macedonii w Polideportivo Fernando Martín w Fuenlabradzie.

## Charakterystyka
Juan Antonio Orenga nie imponował szybkością, jednak przez lata rozwinął dobre czytanie gry oraz podania. Rozwinął także dużą spójność w rzutach do kosza.

## Kariera trenerska

### Club Baloncesto Estudiantes
Juan Antonio Orenga po zakończeniu kariery sportowej rozpoczął karierę trenerską. W 2005 roku został trenerem CB Estudiantes, jednak na początku 2006 roku został zwolniony z powodu słabych wyników w lidze ACB 2005/2006 (6 zwycięstw, 9 porażek).

### Reprezentacja Hiszpanii
Juan Antonio Orenga trzykrotnie prowadził reprezentację Hiszpanii U-20 (2006–2007, 2010–2012, 2015–2016), z którą dwukrotnie zdobył mistrzostwo (2011, 2016), wicemistrzostwo Europy U-20 (2007) oraz 3. miejsce na mistrzostwach Europy U-20 2010 w Chorwacji, po wygranej 86:79 w decydującym meczu z reprezentacją Chorwacji U-20, rozegranym 18 lipca 2010 roku w Zadarze. Prowadził także reprezentację Hiszpanii U-19 (2009–2010) oraz reprezentację Hiszpanii U-18 (2012).
W latach 2008–2012 był asystentem selekcjonerów reprezentacji Hiszpanii: Aíto García Renesesa podczas turnieju olimpijskim 2008 w Pekinie oraz w latach 2009–2012 Sergio Scariolo.
W listopadzie 2012 roku FEB (Hiszpański Związek Koszykówki) poinformował, że od 2013 roku Orenga będzie pełnił funkcję selekcjonera reprezentacji Hiszpanii. Na mistrzostwach Europy 2013 w Słowenii, których drużyna La Roja była faworytem, zajęła 3. miejsce po wygranej 92:66 w decydującym meczu z reprezentacją Chorwacji, rozegranym 22 września 2013 roku na Arena Stožice w Lublanie.
Na mistrzostwach świata 2014, których drużyna La Roja była gospodarzem, zajęła 5. miejsce, co przyjęto w Hiszpanii za porażkę, a Orenga po licznych naciskach 16 września 2014 roku podał się do dymisji.

### Reprezentacja Egiptu
25 kwietnia 2016 roku Orenga niespodziewanie został ogłoszony selekcjonerem reprezentacji Egiptu, z którą w 2017 roku triumfował w Mistrzostwach Narodów Arabskich w Kairze po wygranej 96:90 w finale z reprezentacją Maroka oraz w eliminacjach do mistrzostw Afryki 2017 w strefie 5 po wygranej 18 marca 2017 roku w finale 95:72 z reprezentacją Ugandy, po czym zrezygnował z funkcji selekcjonera Faraonów.

### Chiny
Następnie Orenga wyjechał do Chin trenował kluby ligi CBA: Jilin Northeast Tigers (2017–2018), Guangzhou Long-Lions (2018–2021) oraz Xinjiang Flying Tigers (2021–2022).

### TAU Castelló
W 2022 roku Orenga wrócił do Hiszpanii, gdzie został trenerem występującego w lidze LEB Oro TAU Castelló.

## Sukcesy

### Zawodnicze
Real Madryt
- Mistrzostwo Hiszpanii: 1984
- Wicemistrzostwo Hiszpanii: 1997
- EuroPuchar: 1997

CB Estudiantes
- Puchar Króla: 1992
- Finał Puchar Króla: 1991

Unicaja Málaga
- Finał Pucharu Koracia: 2000

Reprezentacyjne
- 3. miejsce na mistrzostwach Europy: 1991
- Wicemistrzostwo Europy U-16: 1983

### Trenerskie
Reprezentacja Hiszpanii U-20
- Mistrzostwo Europy U-20: 2011, 2016
- Wicemistrzostwo Europy U-20: 2007
- 3. miejsce na mistrzostwach Europy U-20: 2010

Reprezentacja Hiszpanii
- 3. miejsce na mistrzostwach Europy: 2013

Reprezentacja Egiptu
- Mistrzostwo Narodów Arabskich: 2017

### Indywidualne
- MVP Puchar Króla: 1991

### Odznaczenia
- Królewski Order „Za zasługi w sporcie”: 1999[7]